# Parides
Genre
Le genre Parides regroupe des insectes lépidoptères de la famille des Papilionidae qui résident en Amérique.

## Dénomination
- Le genre Parides a été décrit par l'entomologiste allemand  Jakob Hübner en 1819[1].
- L'espèce type pour le genre est Parides echemon (Hübner, 1819)

### Synonymie
- Hectorides (Hübner, 1821)[2]
- Endopogon (Lacordaire, 1833)[3]
- Ascanides (Geyer, 1837) [4]
- Blakea (Grote, 1875)[5]

## Caractéristiques communes
Les plantes hôtes de leur chenille sont des aristoloches.

## Taxinomie
Liste des espèces par groupe
Groupe de l'aeneas
- Parides aeneas (Linnaeus, 1758)
- Parides aglaope (Gray, 1852)
- Parides burchellanus (Westwood, 1872)
- Parides echemon (Hübner, 1813); présent en Guyane; Espèce type pour le genre
- Parides eurimedes (Stoll, 1782)
- Parides lysander (Cramer, 1775); présent en Guyane
- Parides neophilus (Geyer, 1837); présent en Guyane
- Parides orellana (Hewitson, 1852)
- Parides panthonus (Cramer, 1780); présent en Guyane
- Parides tros (Fabricius, 1793)
- Parides zacynthus (Fabricius, 1793)

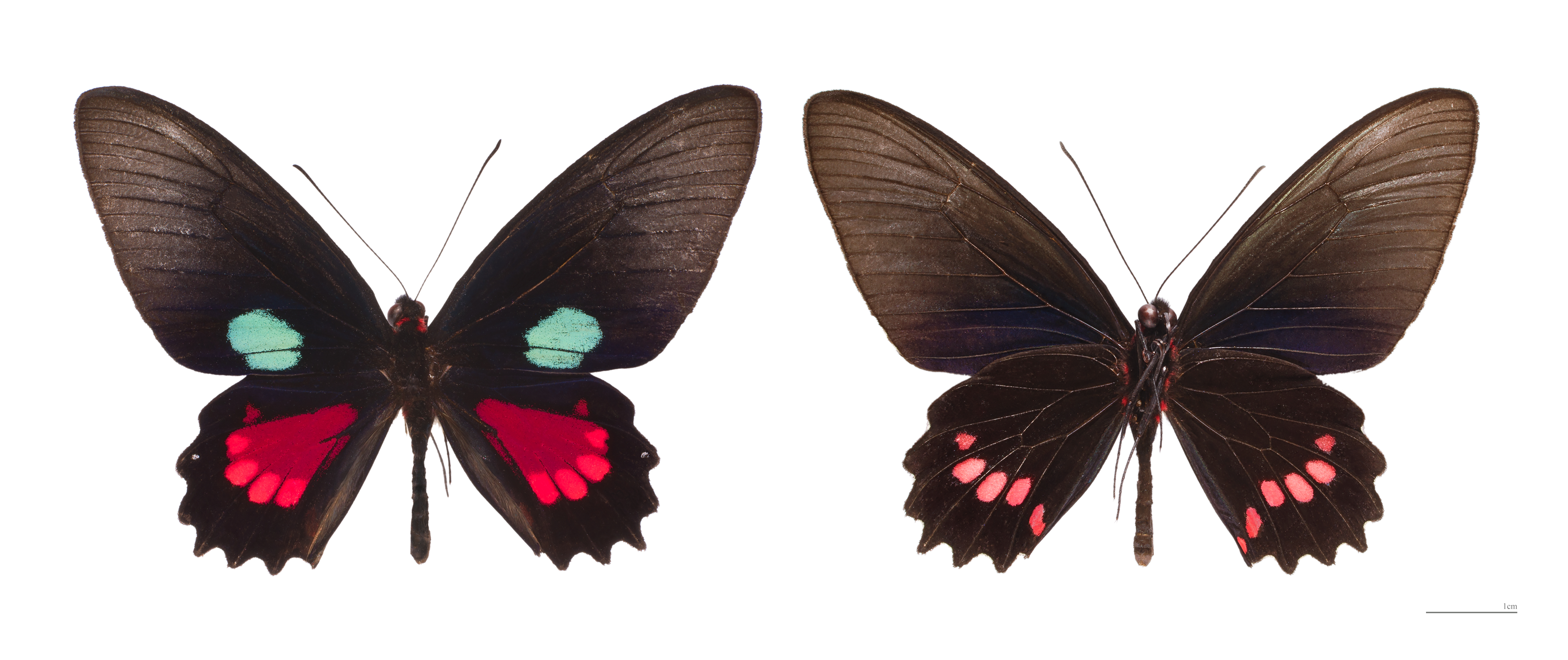
Parides aeneas - MHNT
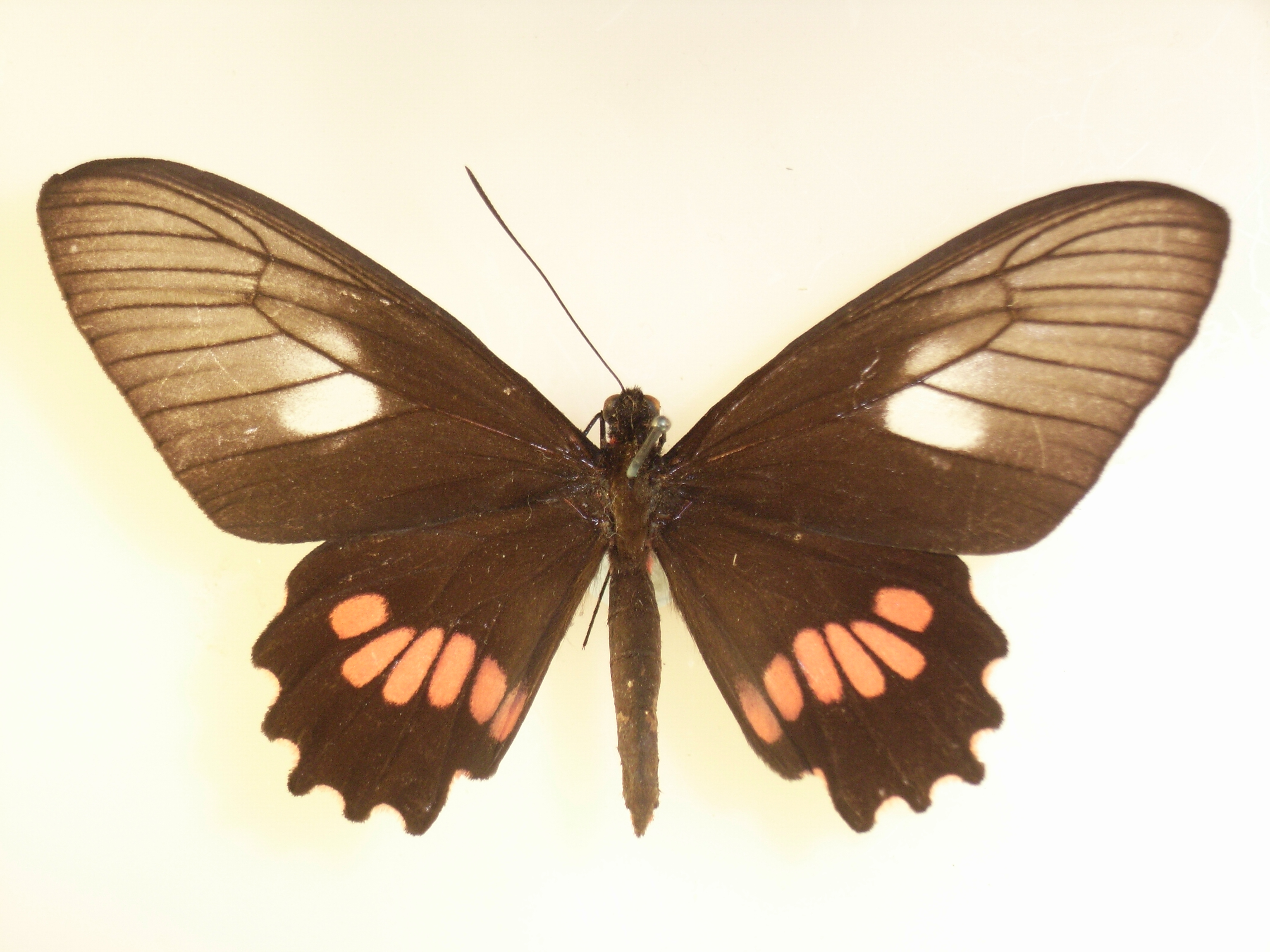
Parides neophilus
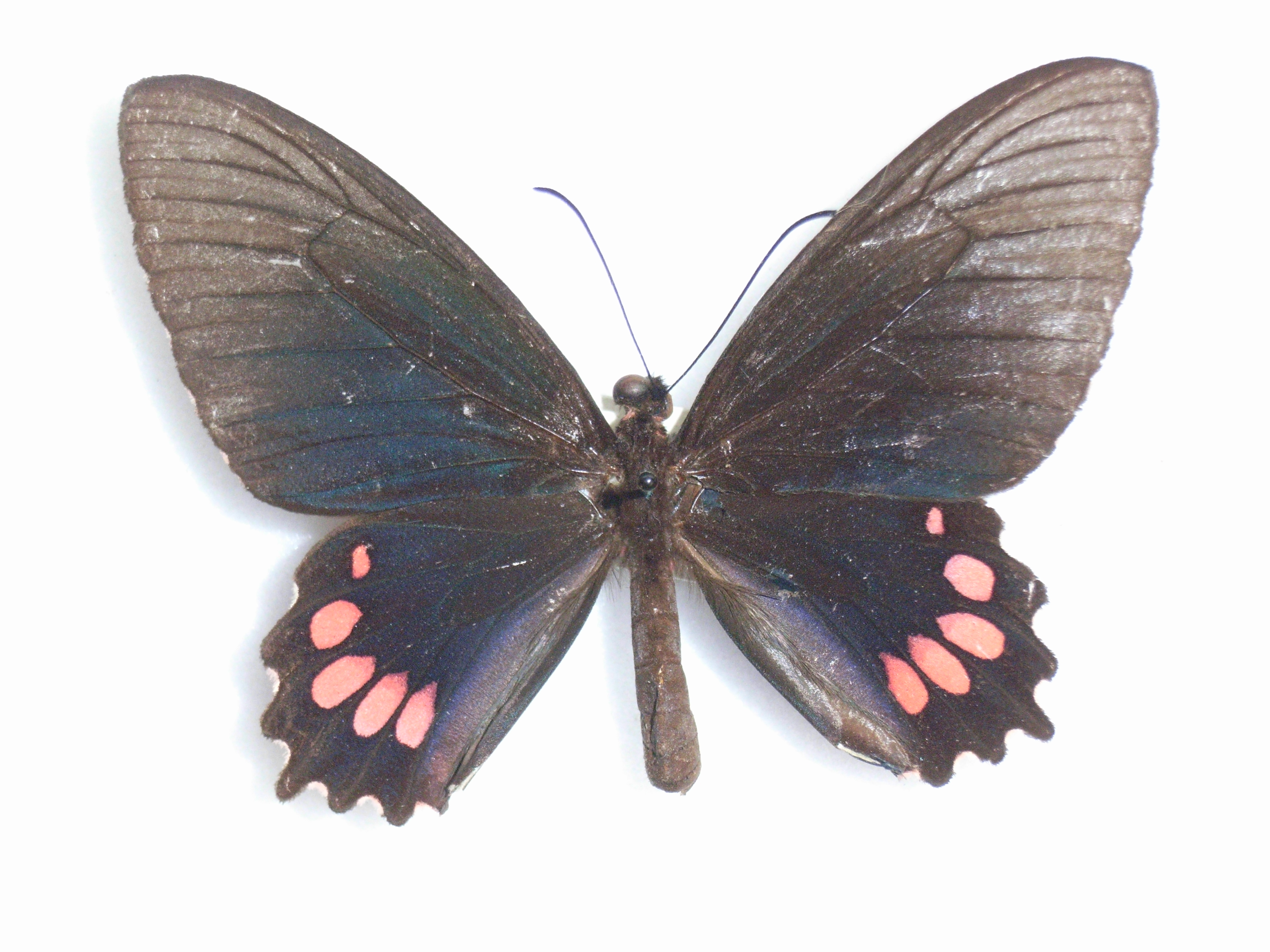
Parides panthonus
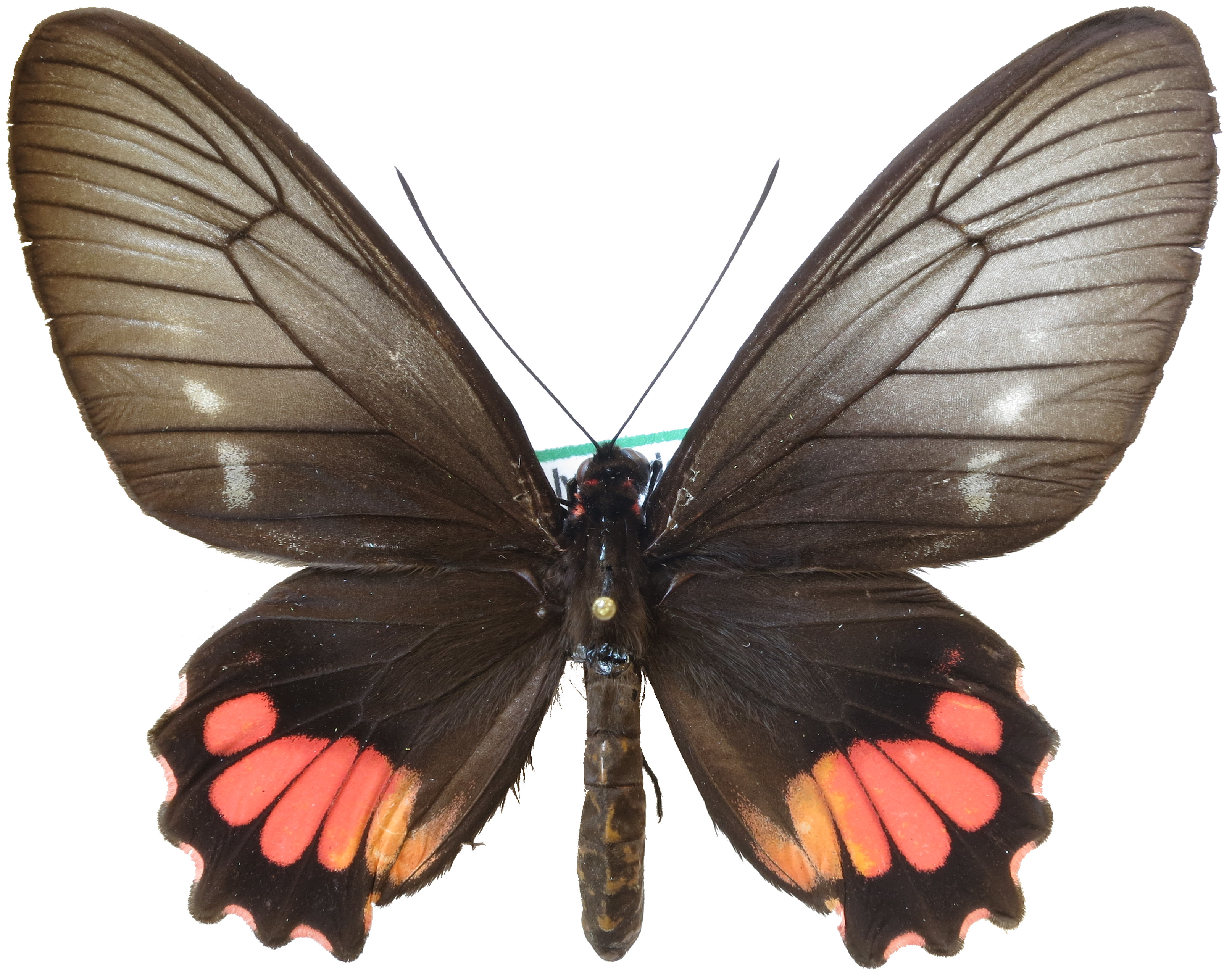
Parides lysander ssp. brissonius femelle
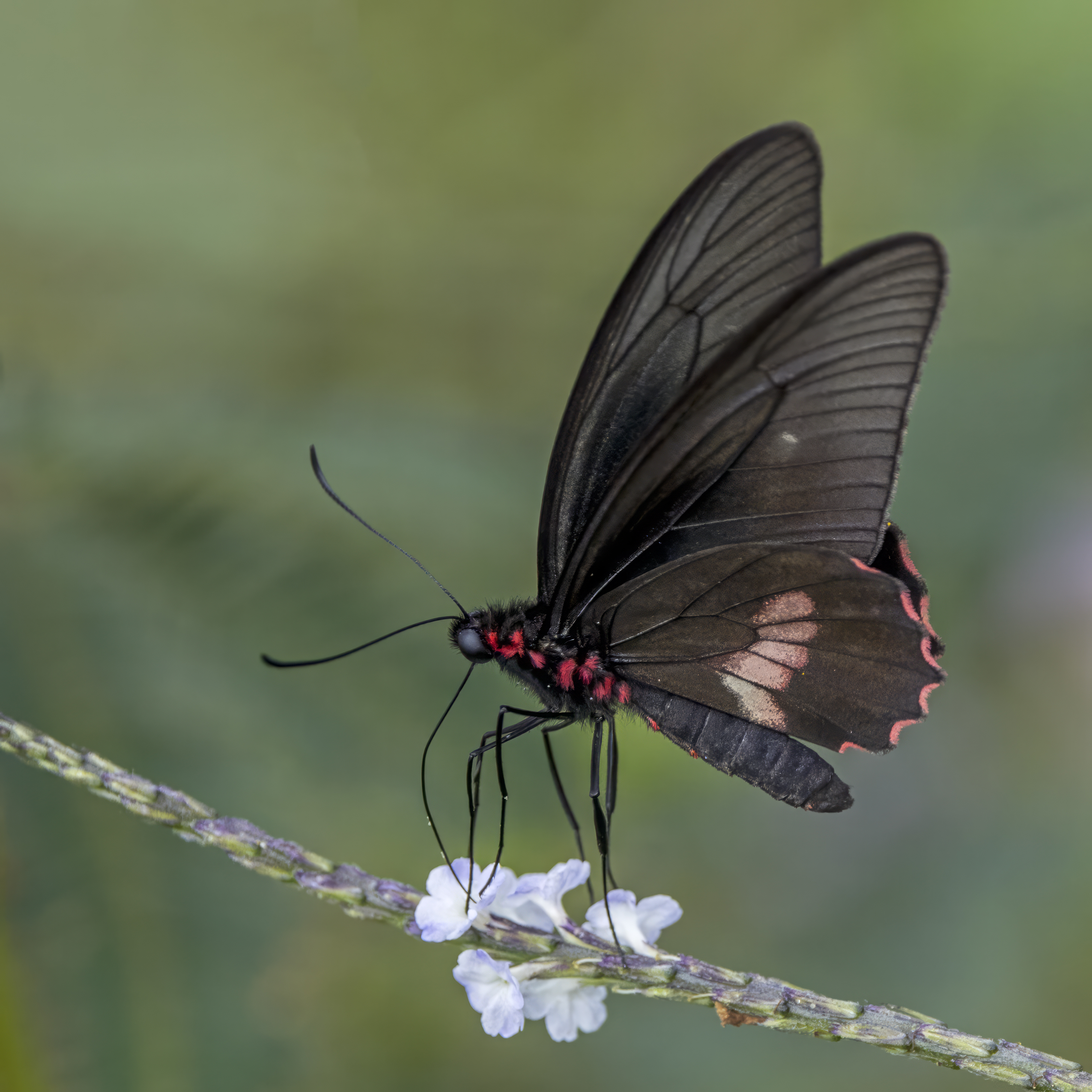
Parides eurimedes timias mâle

Groupe de l'anchises
- Parides anchises (Linnaeus, 1758); présent en Guyane
- Parides cutorina (Staudinger, 1898)
- Parides erithalion (Boisduval, 1836)
- Parides iphidamas (Fabricius, 1793)
- Parides panares (Gray, 1853)
- Parides phosphorus (Bates, 1861)
- Parides vertumnus (Cramer, 1780); présent en Guyane

Parides anchises  - MHNT
Parides vertumnus  - MHNT

Groupe de l'ascanius
- Parides agavus (Drury, 1782)
- Parides alopius (Goodman et Salvin, 1890)
- Parides ascanius (Cramer, 1775)
- Parides bunichus (Hübner, 1821)
- Parides gundlachianus (C. et R. Felder, 1864), endémique de Cuba
- Parides montezuma (Westwood, 1842)
- Parides phalaecus (Hewitson, 1869)
- Parides photinus (Doubleday, 1844)
- Parides proneus (Hübner, 1825)

Groupe du chabrias
- Parides chabrias (Hewitson, 1852); présent en Guyane
- Parides hahneli (Staudinger, 1882)
- Parides pizarro (Staudinger, 1884)
- Parides quadratus (Staudinger, 1890)
- Parides vercingetorix (Oberthür, 1888)

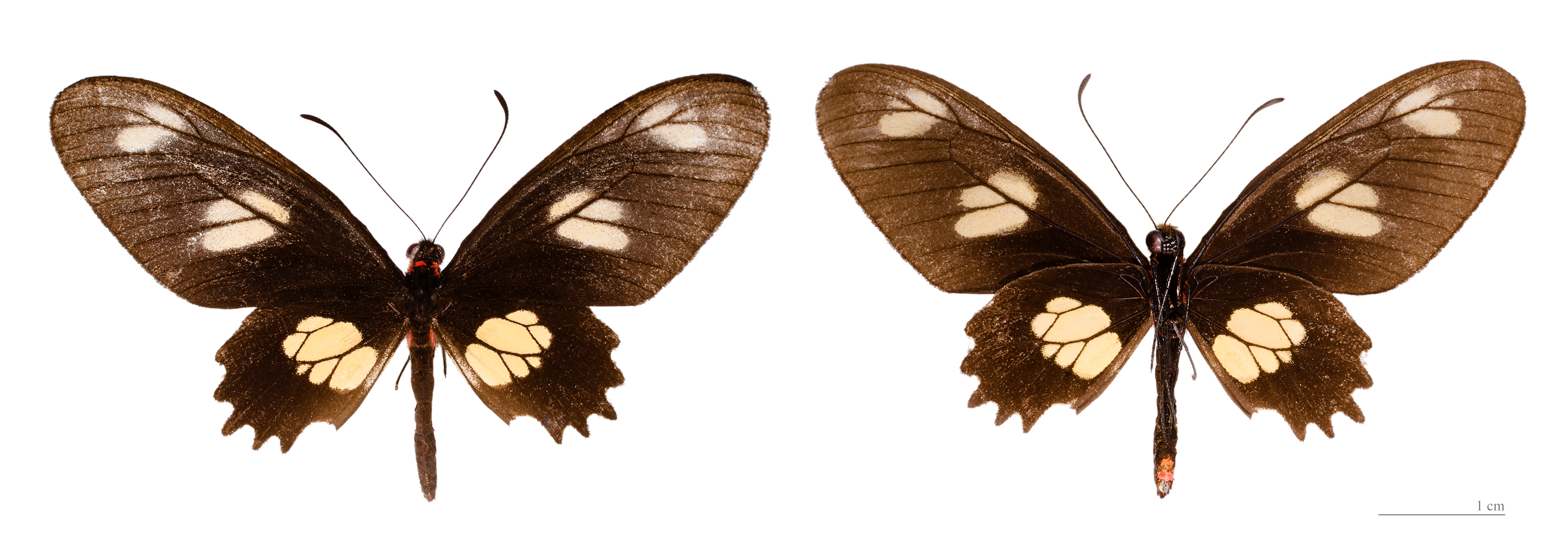
Parides chabrias - MHNT

Groupe du klagesi
- Parides klagesi (Ehrmann, 1904)

Groupe du sesostris
- Parides childrenae (Gray, 1832)
- Parides sesostris (Cramer, 1779); présent en Guyane

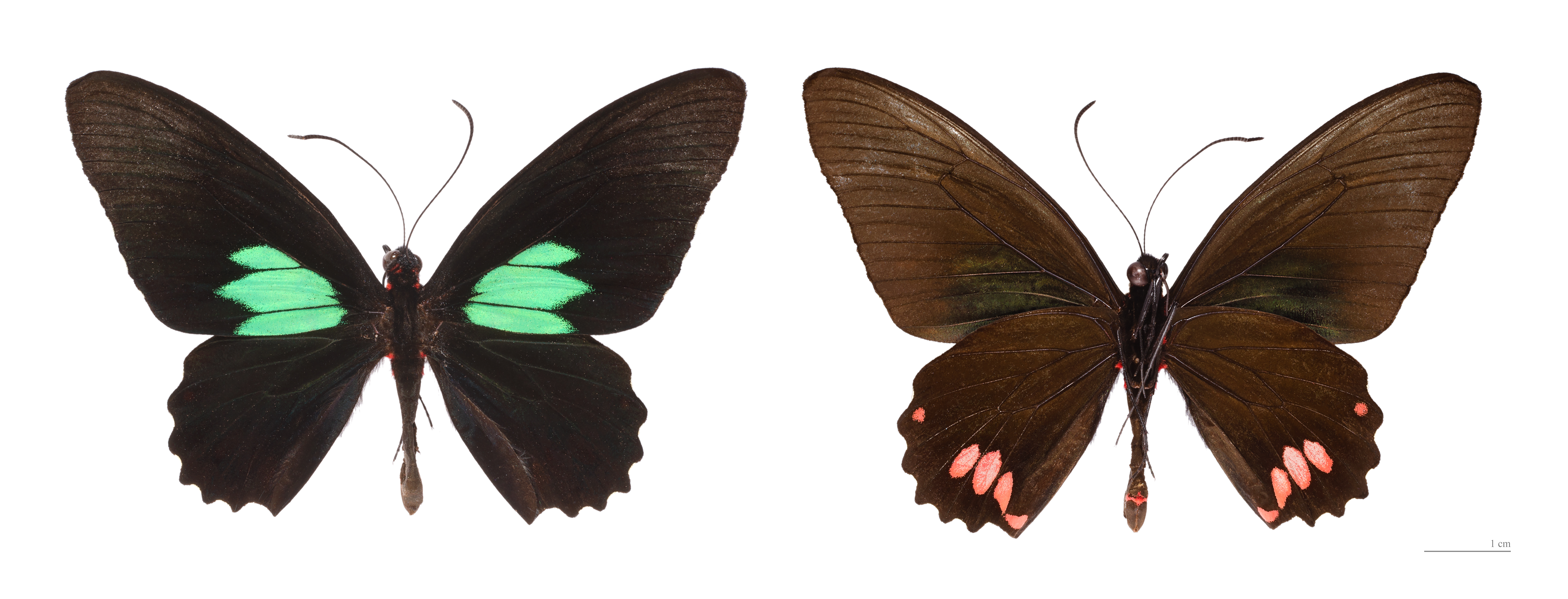
Parides sesostris - MHNT

Non classé
- Parides chamissonia (Eschscholtz, 1821).
- Parides coelus (Boisduval, 1836); présent en Guyane.
- Parides erlaces (Gray, 1852)
- Parides nephalion (Godart, 1819).
- Parides perrhebus (Boisduval, 1836).
- Parides pizarro (Staudinger, 1884)
- Parides polyzelus (C. et R. Felder, 1865).
- Parides steinbachi (Rothschild, 1905).
- Parides triopas (Godart, 1819).

### Sources
- inventaire des Parides